# Mallos kraussi
Mallos kraussi är en spindelart som beskrevs av Willis J. Gertsch 1946. Mallos kraussi ingår i släktet Mallos och familjen kardarspindlar. Inga underarter finns listade i Catalogue of Life.